# Dolmen de Gratallops
Le dolmen de Gratallops, appelé aussi dolmen du Coll de la Creu, est un dolmen situé à Banyuls-sur-Mer, dans le département français des Pyrénées-Orientales.

## Historique
Le dolmen a été signalé pour la première fois dans les années 1950.

## Description
Le dolmen est un dolmen à couloir inclus dans un tumulus de forme ovale. Le dolmen ouvre au sud-sud-est. Il est en ruine : toutes les dalles en schiste d'origine locale se délitent avec l'érosion. La chambre est de forme trapézoïdale. De la dalle de chevet, il ne demeure qu'un fragment de 1 m de long sur 0,40 m de hauteur hors sol.  Le côté oriental est délimité par deux dalles d'environ 1,20 m de hauteur dont le délitement a considérablement réduit l'épaisseur (0,10 à 0,20 m). Le côté occidental de la chambre est composé d'une petite dalle (0,45 m) et d'une dalle plus grande (0,80 m) séparées par une murette en pierres.La dalle de couverture (1,85 m sur 1,20 m repose à plat sur le tumulus, une seconde dalle plus petite (1,10 m sur 0,90 m) visible en bordure du tumulus pourrait correspondre soit à une seconde dalle de couverture, soit à un élément du couloir. Le couloir mesure 2,50 m de long sur 0,50 m de large.